# Cate Blanchett
Catherine Élise "Cate" Blanchett, född 14 maj 1969 i Melbourne, Victoria, är en  australiensisk skådespelare. Hon är flerfaldigt Oscars-, Golden Globe- och Baftabelönad.
Blanchett är bland annat känd för rollerna som Galadriel i Sagan om ringen och Hobbit-trilogin, Elisabet I i Elizabeth, Katharine Hepburn i The Aviator och Bob Dylan i I'm Not There. Vid Oscarsgalan 2014 prisades hon i kategorin Bästa kvinnliga huvudroll för sin roll i Woody Allens film Blue Jasmine. Hon har sammanlagt nominerats till sex Oscars, varav hon vunnit två.

## Biografi

### Privatliv
Blanchett är dotter till en amerikansk sjöofficer (Robert DeWitt Blanchett, Jr.) från Texas med franskt ursprung. Vid ett amerikanskt flottbesök i Melbourne mötte han Blanchetts mor June, som var lärare. Efter att de gift sig arbetade fadern med reklam. Han avled efter en hjärtattack när Blanchett var 10 år gammal. Hon har två syskon och det äldre av dem, Bob, är datorprogrammerare. Hennes yngre syster, Geneviève, är designer inom teatern.
Blanchetts make, Andrew Upton, är manusförfattare, och de möttes 1996, när hon medverkade i en produktion av Tjechovs Måsen. De två gifte sig den 29 december 1997. Deras första barn, sonen Dashiell John, föddes den 3 december 2001; deras andra barn, sonen Roman Robert, föddes den 23 april 2004; tredje sonen Ignatius Martin föddes 13 april 2008. Dessutom adopterade paret en flicka 2015, Edith Vivian Patricia, född samma år.
Hon bor tillsammans med sin familj på en gård i East Sussex i England sedan 2016.

### Karriär

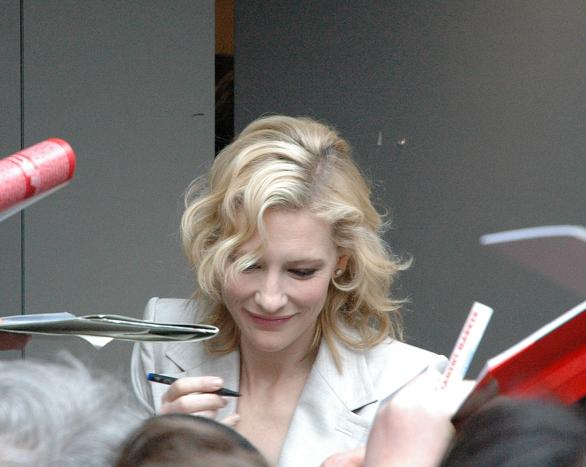
Cate Blanchett i Berlin 2005.

Blanchett gick i grundskola i Melbourne, vid Ivanhoe East Primary School, innan hon avslutade högre studier vid Methodist Ladies' College, där hennes intresse för skådespeleri utvecklades. Hon studerade ekonomi och konst vid University of Melbourne.
Efter en tid med resor utomlands återvände Cate Blanchett till Australien och flyttade till Sydney för att studera vid National Institute of Dramatic Art. Hon tog sin examen 1992 och påbörjade sin scenkarriär. Blanchetts första stora scenframträdande var 1993, då hon spelade mot Geoffrey Rush i teaterpjäsen Oleanna av David Mamet. Hon spelade även Ophelia 1994–1995 i en uppsättning av Hamlet, regisserad av Neil Armfield, med skådespelare som Richard Roxburgh och Geoffrey Rush.
Blanchett har också medverkat i australisk TV. Hon framträdde i miniserien Heartland, miniserien Bordertown och i Police Rescue-avsnittet The Loaded Boy. Hennes långfilmsdebut kom 1997 med Oscar and Lucinda, där hon och Ralph Fiennes gjorde huvudrollerna. Samma år spelade hon australisk sjuksköterska tillfångatagen av japanerna i den internationella filmproduktionen Paradise Road, regisserad av Bruce Beresford. I filmen medverkade kända skådespelare som Glenn Close och Frances McDormand.
Cate Blanchett fick sitt stora genombrott med gestaltning av Elisabeth I i filmen Elizabeth, som hade premiär 1998. Rollen gav henne både en Golden Globe och ett Baftapris samt en Oscarsnominering för bästa skådespelerska. Det följande året blev hon nominerad till ett Baftapris för sin biroll i The Talented Mr. Ripley.
2005 vann Blanchett en Oscar för bästa kvinnliga biroll för sin tolkning av Katharine Hepburn i Martin Scorseses The Aviator. Blanchett är därmed den första som vunnit en Oscar för att ha spelat en tidigare Oscarsvinnande person.
Som en redan prisad aktris fick Blanchett nya beundrare då hon medverkade i Peter Jacksons Sagan om ringen- (2001–2004) och Hobbit-filmer (2012–2014). Hon spelade alvdrottningen Galadriel i båda trilogierna.
År 2007 gjorde hon en uppmärksammad tolkning av Bob Dylan-karaktären ”Jude Quinn” i Todd Haynes film I'm Not There. Hon blev Oscars- och Baftanominerad, och vann en Golden Globe och skådespelarpriset vid Filmfestivalen i Venedig för rollinsatsen. Året efter gestaltade hon ännu en gång Elisabeth I på vita duken, nu i filmen Elizabeth: The Golden Age. Och återigen blev hon Oscarsnominerad för sin roll som den engelska drottningen. Hon blev även nominerad till Golden Globe och Bafta, och vann Australiska filminstitutets pris som bästa skådespelerska.
Vid Oscarsgalan 2014 nominerades hon till sin sjätte Oscar och vann för andra gången, denna gång i kategorin Bästa kvinnliga huvudroll för sin roll i Woody Allens film Blue Jasmine. För rollen vann hon även flera andra priser, bland annat en Golden Globe Award och en Bafta Award.

## Filmografi
| År   | Film                                       | Roll                        | Nomineringar och/eller erhållna priser |
| ---- | ------------------------------------------ | --------------------------- | --- |
| 2024 | Borderlands                                | Lilith                      | |
| 2024 | Rumours                                    |                             | |
| 2022 | Tár                                        | Lydia Tár                   | Vann Golden Globe för bästa kvinnliga huvudroll |
| 2020 | Mrs. America                               | Phyllis Schlafly            | |
| 2019 | Var blev du av, Bernadette                 | Bernadette Fox              | |
| 2019 | Draktränaren 3                             | Valka (röst)                | |
| 2018 | Mowgli: Legend of the Jungle               | Kaa (röst)                  | |
| 2018 | The House with a Clock in Its Walls        | Florence Zimmerman          | |
| 2018 | Ocean's Eight                              | Lou                         | |
| 2017 | Thor: Ragnarök                             | Hel                         | |
| 2017 | Song to Song                               | Amanda                      | |
| 2016 | Voyage of Time: Life's Journey             | Berättaren (röst)           | |
| 2016 | Manifesto                                  | Diverse roller              | |
| 2015 | Truth                                      | Mary Mapes                  | |
| 2015 | Carol                                      | Carol Aird                  | |
| 2015 | Berättelsen om Askungen                    | Lady Tremaine               | |
| 2015 | Knight of Cups                             | Natalie                     | |
| 2014 | Hobbit: Femhäraslaget                      | Galadriel                   | |
| 2014 | Draktränaren 2                             | Valka (röst)                | |
| 2013 | The Monuments Men                          | Rose Valland                | |
| 2013 | Hobbit: Smaugs ödemark                     | Galadriel (cameo)           | |
| 2013 | Blue Jasmine                               | Jeanette "Jasmine" Francis  | Vann Oscar för bästa kvinnliga huvudroll Vann Golden Globe för bästa kvinnliga huvudroll Vann Bafta för bästa kvinnliga huvudroll |
| 2013 | The Turning                                | Gail Lang                   | |
| 2012 | Hobbit: En oväntad resa                    | Galadriel                   | |
| 2011 | Hanna                                      | Marissa Wiegler             | |
| 2010 | Robin Hood                                 | Lady Marion                 | |
| 2008 | Indiana Jones och Kristalldödskallens rike | Agent Irina Spalko          | |
| 2008 | Benjamin Buttons otroliga liv              | Daisy Fuller                | |
| 2007 | I'm Not There                              | Jude Quinn                  | Vann priset för bästa kvinnliga skådespelare vid filmfestivalen i Venedig Vann Golden Globe för bästa kvinnliga biroll Nominerad till Bafta Award för bästa kvinnliga biroll Nominerad till Oscar för bästa kvinnliga biroll                                          |
| 2007 | Elizabeth: The Golden Age                  | Elisabet I av England       | Nominerad till Oscar för bästa kvinnliga huvudroll Nominerad till Golden Globe för bästa kvinnliga huvudroll Nominerad till BAFTA för bästa kvinnliga huvudroll |
| 2007 | Hot Fuzz                                   | Janine (cameo)              | |
| 2006 | Babel                                      | Susan Jones                 | |
| 2006 | The Good German                            | Lena Brandt                 | |
| 2006 | Notes on a Scandal                         | Sheba Hart                  | Nominerad till BFCA för "Best Supporting Actress" Nominerad till Golden Globe för "Best Supporting Actress" Nominerad till SAG för "Best Supporting Actress" Nominerad till en Oscar för "Best Supporting Actress"                                                    |
| 2005 | Little Fish                                | Tracy Heart                 | Erhöll Australian Film Institute (AFI) för "Best Lead Actress" |
| 2004 | The Life Aquatic with Steve Zissou         | Jane Winslett-Richardson    | Nominerad till BFCA för "Best Acting Ensemble" |
| 2004 | The Aviator                                | Katharine Hepburn           | Vann Oscar i kategorin Bästa kvinnliga biroll Vann Bafta för "Best Performance by an Actress in a Supporting Role" Vann SAG för "Best Supporting Actress" Nominerad till BFCA för "Best Supporting Actress" Nominerad till Golden Globe för "Best Supporting Actress" |
| 2003 | Sagan om konungens återkomst               | Galadriel                   | Vann SAG för "Outstanding Performance by a Cast" Vann BFCA för "Best Acting Ensemble" |
| 2003 | The Missing                                | Magdalena 'Maggie' Gilkeson | |
| 2003 | Coffee and Cigarettes                      | Herself & Shelly            | |
| 2003 | Veronica Guerin - I sanningens tjänst      | Veronica Guerin             | Nominerad till Golden Globe för "Best Actress - Drama" |
| 2002 | Sagan om de två tornen                     | Galadriel                   | Nominerad till SAG för "Outstanding Performance by a Cast" |
| 2002 | Heaven                                     | Philippa                    | |
| 2001 | Sjöfartsnytt                               | Petal Quoyle                | |
| 2001 | Charlotte Gray                             | Charlotte Gray              | |
| 2001 | Sagan om ringen                            | Galadriel                   | Nominerad till SAG för "Outstanding Performance by a Cast" |
| 2001 | Bandits                                    | Kate Wheeler                | Nominerad till Golden Globe för "Best Actress - Comedy or Musical" Nominerad till SAG för "Best Actress in a Supporting Role" |
| 2000 | The Gift                                   | Annabelle "Annie" Wilson    | |
| 2000 | The Man Who Cried                          | Lola                        | |
| 1999 | Bangers                                    | Julie-Anne                  | |
| 1999 | The Talented Mr. Ripley                    | Meredith Logue              | Nominerad till Bafta för "Best Performance by an Actress in a Supporting Role" |
| 1999 | Pushing Tin                                | Connie Falzone              | |
| 1999 | En idealisk äkta man                       | Lady Gertrude Chiltern      | |
| 1998 | Elizabeth                                  | Elisabet I av England       | Nominerad till Oscar i kategorin Bästa kvinnliga huvudroll Vann Golden Globe för Best Actress - Drama Vann Bafta Award for Best Actress in a Leading Role Nominerad till SAG för "Best Actress in a Leading Role" Van BFCA Critics' Choice Award for Best Actress     |
| 1997 | Oscar and Lucinda                          | Lucinda Leplastrier         | Nominerad till Australian Film Institute (AFI) för "Best Lead Actress" |
| 1997 | Thank God He Met Lizzie                    | Lizzie                      | Vann Australian Film Institute (AFI) för "Best Supporting Actress" |
| 1997 | Paradise Road                              | Susan Macarthy              | |
| 1996 | Parklands                                  | Rosie                       | |
| 1994 | Police Rescue                              | Vivian                      | |

## Priser och utmärkelser
- Empire Award för bästa kvinnliga huvudroll,  1999
- Golden Globe Award,  1999
- BAFTA Award för bästa kvinnliga huvudrollsinnehavare, för Elizabeth,  11 april 1999[10]
- Screen Actors Guild Award för bästa kvinnliga biroll,  2005
- Oscar för bästa kvinnliga biroll, för The Aviator,  27 februari 2005[11]
- Volpipokalen för bästa kvinnliga skådespelare,  2007
- Independent Spirit Award for Best Supporting Female,  2008
- Stjärna på Hollywood Walk of Fame,  5 december 2008[12]
- Crystal Award,  2014[13]
- BAFTA Award för bästa kvinnliga huvudrollsinnehavare, för Blue Jasmine,  16 februari 2014[10]
- Oscar för bästa kvinnliga huvudroll, för Blue Jasmine,  2 mars 2014[14]
- Companion av Australienorden,  12 juni 2017[15]
- Crystal Award,  2018[16]
- Premio Goya InternacionalIng,  2022[17]
- Golden Globe Award för bästa kvinnliga huvudroll - drama, för Tár,  10 januari 2023[18]
- BAFTA Award för bästa kvinnliga huvudrollsinnehavare, för Tár,  19 februari 2023[10]
- Empire Awards
- Sydney Theatre Awards
- Hedersdoktor vid University of Sydney
- Riddare av Arts et Lettres-orden
- The Independent Spirit Awards
- Screen Actors Guild Awards

[Redigera Wikidata]